# Benedikt Höwedes
Benedikt Höwedes, né le 29 février 1988 à Haltern en Allemagne de l'Ouest, est un ancien footballeur international allemand.

## Biographie

### En club

#### Jeunesse et formation (1988-2007)
Benedikt Höwedes a commencé le football au sein du TuS Haltern et a intégré le centre de formation du FC Schalke 04 en 2001. En 2003, il est nommé capitaine de l'équipe des moins de 19 ans et remporte en 2006, le Championnat allemand U19. En 2007, il remporte la médaille Fritz Walter des moins de 19 ans récompensant le meilleur joueur allemand de sa génération. La même année, il fait ses débuts professionnels le 3 octobre 2007, lors d'un match de Ligue des champions contre Rosenborg alors qu'il n'a que 19 ans. Trois jours plus tard, il fait ses débuts en Bundesliga contre le Karlsruher SC. Dès la saison suivante, il s'impose comme titulaire et dispute 24 matchs et inscrit 2 buts. Lors des saisons suivantes, il s'affirme comme l'un des grands joueurs de l'équipe, et suscite l'intérêt de certains clubs comme la Juventus.

#### Schalke 04 (2007-2018)

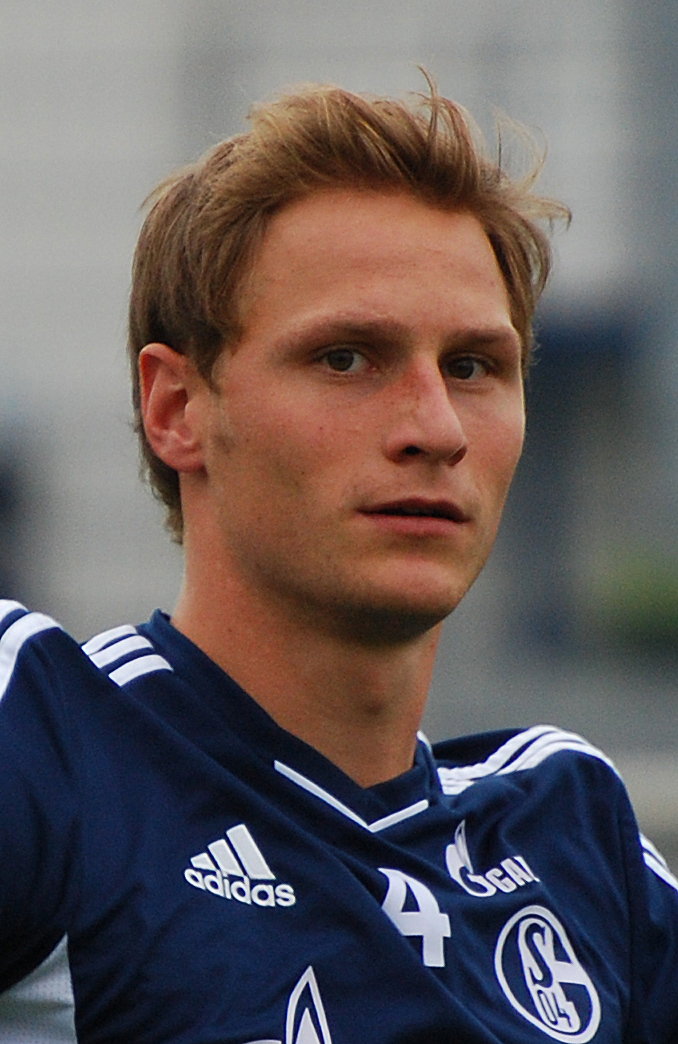
Benedikt Höwedes à l'entraînement avec Schalke en 2011.

Il signe cependant en décembre 2008, un nouveau contrat qui le lie à Schalke 04 jusqu'en 2014. 
Avec le FC Schalke 04, il s'est illustré lors de saisons qui ont vu le club réaliser d'excellentes campagnes. Il termine à deux reprises second de la Bundesliga en 2007 et 2011 et finit trois fois à la troisième place en 2008, 2012 et 2014. En 2010 - 2011, le club s'illustre notamment par un excellent parcours en Ligue des champions de l'UEFA en atteignant les demi-finales de la compétition et après avoir battu lors des deux matchs en quarts de finale, l'Inter Milan, tenant du titre (3-1 à l'aller et 5-2 au retour). Höwedes inscrivant le but du 2-1 au match retour. La même année, Höwedes remporte son premier titre avec Schalke 04 : la Coupe d'Allemagne.
En 2011, il est nommé capitaine de Schalke 04. Il est alors le plus jeune capitaine de Bundesliga. 

#### Juventus FC (2017-2018)
Au début de la saison 2017-2018, le nouvel entraîneur de Schalke, Domenico Tedesco déchoit Höwedes de son rôle de capitaine et le 30 août 2017, Höwedes est prêté à la Juventus FC avec une option d'achat de 9 millions d'euros. Venu pour pallier le départ de Leonardo Bonucci au Milan AC, il doit cependant, reporter à de nombreuses reprises ses débuts en raison de blessures. Il joue enfin son premier match avec les bianconeri le 26 novembre 2017 contre le FC Crotone. Malheureusement lors de ce match, il se blesse de nouveau et est écarté des terrains pendant plusieurs mois.
Le 15 avril 2018, il marque son premier but avec la Juventus contre la Sampdoria Gênes en Serie A 2017-2018 (victoire 3-0 à l'Allianz Stadium). Même s'il remporte le premier titre de champion de sa carrière avec un club, son bilan au club est bien maigre : blessé quasiment toute la saison, il n'a joué que trois matchs. 
En fin de saison, l'option d'achat n'est pas utilisée, le prêt n'est pas renouvelé et Höwedes retourne à Schalke.

#### Lokomotiv Moscou (2018-2020)
Benedik Höwedes commence la saison 2018-2019 avec Schalke 04, mais l'entraîneur ne voit pas d'avenir pour lui dans ce club, le 31 juillet 2018 le transfert au Lokomotiv Moscou est officialisé. Il résilie son contrat avec le club le 8 juin 2020 pour des raisons familiales et décide de prendre sa retraite.

### En sélection

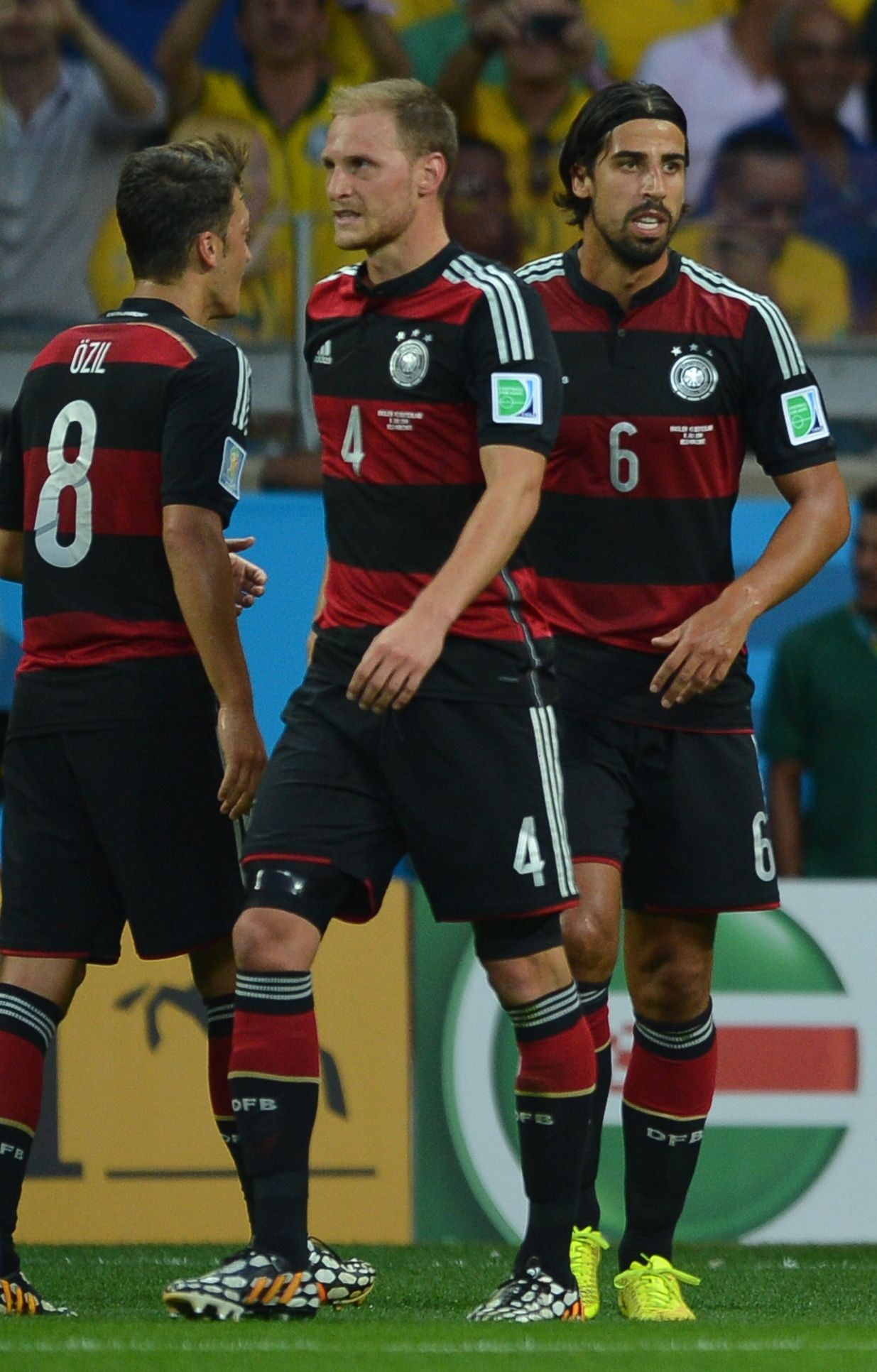
Benedikt Höwedes avec l'Équipe d'Allemagne pendant la Coupe du monde 2014 au Brésil.

Höwedes a fait partie des sélections allemandes de jeunes en moins de 18 ans et moins de 19 ans entre 2005 et 2007. Il a participé au Championnat d'Europe des moins de 19 ans en 2007, terminant en demi-finale de la compétition. En 2009, il remporte le Championnat d'Europe des moins de 21 ans aux côtés de certains futurs coéquipiers de sélection nationale: Mats Hummels, Jerome Boateng, Sami Khedira, Mesut Özil. 
Il fait ses débuts en sélection allemande le 29 mai 2011 en amical contre l'Uruguay. Lors de son second match avec la Mannschaft, contre l'Azerbaïdjan, le 7 juin 2011, il délivre une passe décisive à Mesut Özil. 
Régulièrement appelé mais le plus souvent au poste de latéral droit ou gauche, alors qu'il joue défenseur central en club, il est retenu par Joachim Löw pour participer à l'Euro 2012 mais ne dispute aucun match du tournoi qui voit l'Allemagne échouer en demi-finale contre l'Italie 2 à 1. Deux ans plus tard, c'est en qualité de titulaire au poste d'arrière gauche qu'il remporte la Coupe du monde 2014, disputant tous les matchs de la compétition.
Longtemps blessé lors de la saison 2015-2016, il est néanmoins retenu dans la sélection allemande appelée à disputer l'Euro 2016. Bien qu'il ait perdu sa place de titulaire au poste d'arrière gauche au profit de Jonas Hector, il participe à tous les matchs de l'Allemagne, évoluant parfois au poste d'arrière droit ou de défenseur central en fonction des choix de l'entraîneur et des blessures et suspensions de ses coéquipiers. Le parcours de l'Allemagne s'arrête en demi-finale contre la France, l'équipe ayant été battue 2-0. Blessé pendant quasiment toute la saison 2017-2018, il n'est pas retenu dans le groupe appelé à disputer la Coupe du monde 2018.

## Style de jeu
Höwedes est considéré comme un défenseur polyvalent capable de jouer à tous les postes de la défense, même si son poste de prédilection est celui de défenseur central. Il est particulièrement réputé pour son jeu de tête, la qualité de ses tacles, sa capacité à remporter des duels et la qualité de sa relance. Selon son coéquipier de sélection, Thomas Müller, si Höwedes n'a pas les qualités offensives d'un latéral comme Marcelo, il est selon lui, le meilleur défenseur latéral dans les duels en un contre un. 

## Statistiques
| Saison                | Club                  | Championnat           | Championnat | Championnat | Coupe(s) nationale(s) | Coupe(s) nationale(s) | Supercoupe | Supercoupe | Compétition(s) continentale(s) | Compétition(s) continentale(s) | Compétition(s) continentale(s) | Total | Total |
| Saison                | Club                  | Division              | M.          | B.          | M.                    | B.                    | M.         | B.         | Comp.                          | M.                             | B.                             | M.    | B.    |
| 2007-2008             | Schalke 04            | Bundesliga            | 6           | 0           | -                     | -                     | -          | -          | C1                             | 3                              | 0                              | 9     | 0     |
| 2008-2009             | Schalke 04            | Bundesliga            | 24          | 2           | 2                     | 0                     | -          | -          | C1+C3                          | 2+5                            | 0                              | 33    | 2     |
| 2009-2010             | Schalke 04            | Bundesliga            | 33          | 3           | 5                     | 3                     | -          | -          | -                              | -                              | -                              | 38    | 6     |
| 2010-2011             | Schalke 04            | Bundesliga            | 30          | 1           | 6                     | 1                     | 1          | 0          | C1                             | 10                             | 2                              | 47    | 4     |
| 2011-2012             | Schalke 04            | Bundesliga            | 22          | 1           | 3                     | 0                     | 1          | 0          | C3                             | 8                              | 0                              | 34    | 1     |
| 2012-2013             | Schalke 04            | Bundesliga            | 32          | 0           | 3                     | 0                     | -          | -          | C1                             | 8                              | 2                              | 43    | 2     |
| 2013-2014             | Schalke 04            | Bundesliga            | 19          | 1           | 3                     | 1                     | -          | -          | C1                             | 10                             | 0                              | 32    | 2     |
| 2014-2015             | Schalke 04            | Bundesliga            | 28          | 2           | -                     | -                     | -          | -          | C1                             | 6                              | 1                              | 34    | 3     |
| 2015-2016             | Schalke 04            | Bundesliga            | 15          | 1           | 1                     | 0                     | -          | -          | C3                             | 3                              | 0                              | 19    | 1     |
| 2016-2017             | Schalke 04            | Bundesliga            | 31          | 1           | 4                     | 0                     | -          | -          | C3                             | 11                             | 1                              | 46    | 2     |
| Sous-total            | Sous-total            | Sous-total            | 240         | 12          | 27                    | 5                     | 2          | 0          | -                              | 66                             | 6                              | 335   | 23    |
| 2017-2018             | Juventus FC (prêt)    | Serie A               | 3           | 1           | -                     | -                     | -          | -          | C1                             | -                              | -                              | 3     | 1     |
| Sous-total            | Sous-total            | Sous-total            | 3           | 1           | -                     | -                     | -          | -          | -                              | -                              | -                              | 3     | 1     |
| 2018-2019             | Lokomotiv Moscou      | Premier-Liga          | 17          | 3           | 4                     | 1                     | -          | -          | C1                             | 5                              | 0                              | 26    | 4     |
| 2019-2020             | Lokomotiv Moscou      | Premier-Liga          | 18          | 0           | -                     | -                     | -          | -          | C1                             | 6                              | 0                              | 24    | 0     |
| Sous-total            | Sous-total            | Sous-total            | 35          | 3           | 4                     | 1                     | -          | -          | -                              | 11                             | 0                              | 50    | 4     |
| Total sur la carrière | Total sur la carrière | Total sur la carrière | 278         | 16          | 31                    | 6                     | 2          | 0          | -                              | 77                             | 6                              | 388   | 28    |

## Palmarès
| Schalke 04 (3) | Juventus FC (1)                              | Lokomotiv Moscou (2) | Allemagne (2) |
| --- | -------------------------------------------- | --- | --- |
| - Championnat d'Allemagne - Vice-champion : 2010 - Coupe d'Allemagne (1) - Vainqueur : 2011 - Supercoupe d'Allemagne (1) - Vainqueur : 2011 - Championnat d'Allemagne U19 (1) - Champion : 2006 | - Championnat d'Italie (1) - Champion : 2018 | - Championnat de Russie - Vice-champion : 2019 - Coupe de Russie (1) - Vainqueur : 2019 - Supercoupe de Russie (1) - Vainqueur : 2020 | - Coupe du monde (1) - Vainqueur : 2014 - Euro - Demi-finaliste : 2012 et 2016 - Euro espoirs (1) - Vainqueur : 2009 |